# アカハシギンカモメ
アカハシギンカモメ（赤嘴銀鴎、学名：Larus scopulinus）は、チドリ目カモメ科に分類される鳥類の1種。

## 形態
比較的小型のカモメで、赤い嘴と脚と先端の黒い淡灰色の翼をもつ。性差はほとんどない。ニュージーランドで普通に見かけられるカモメの中では本種が最小であり、現在の個体群数は50万羽と推定されている。
オーストラリアのギンカモメ (L. novaehollandiae) とよく似ているため、最近まではその亜種と考えられていたが、近年の研究ではそれほど近縁ではないらしいとされる。

## 分布
- ニュージーランド、チャタム諸島、南極周辺の島嶼

## 生態
アカハシギンカモメの行動パターンは他のカモメのそれと変わらない。死骸を漁り、他の鳥の獲物を奪うこともある。現在では多くが市街地に住み、ゴミを漁って摂食する。大きなコロニーを作って繁殖し、一度つがいを形成すると数年に渡って同じペアが持続するが、ペア以外の個体との交尾も起こる。求愛給餌は、交尾にいたるまでのプロセスの重要な要素となっている。

## ギャラリー

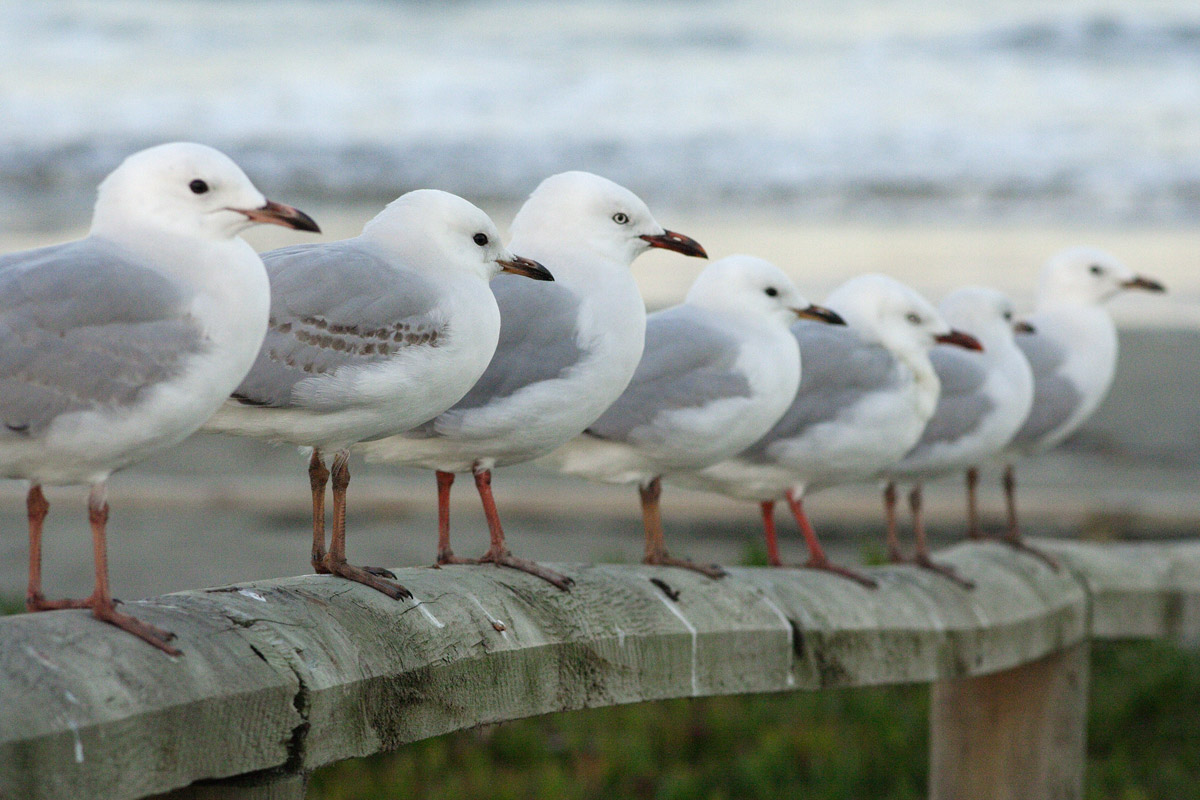
手前から2歳の若鳥、1歳の若鳥、成鳥